# Eiffel (język programowania)
Eiffel – statycznie typowany, obiektowy język programowania opisywany w książkach Bertranda Meyera m.in. Object-Oriented Software Construction, Eiffel: The Language.

## Charakterystyka języka
Główną ideą przyświecającą twórcy języka Eiffel było stworzenie praktycznego narzędzia do tworzenia wysokiej jakości oprogramowania. Cel ten miał być osiągnięty poprzez tworzenie re-używalnego kodu dającego pewność swojej poprawności. Stąd Bertrand Meyer określił następujące cechy języka:
- modularyzacja poprzez zastosowanie obiektów zgodnie z paradygmatem obiektowym
- ukrywanie wewnętrznych szczegółów implementacji
- polimorfizm
- dziedziczenie wielokrotne
- generyczność typów argumentów
- automatyczne zarządzanie pamięcią
- statyczna typizacja
- sprawdzane w trakcie wykonania programu warunków – programowanie kontraktowe (ang. design by contract)[2].

## Hello World
```
class
 
HELLO_WORLD

creation
 
make

feature

   
make
 
is

      
local

      
do

         
std_output
.
put_string
(
"Hello, world"
)

         
std_output
.
put_new_line

      
end

end

```

## Historia
Język został zaprojektowany przez firmę Interactive Software Engineering (ISE, obecnie Eiffel Software) w 1985 r. Rok później ISE zaimplementowała kompilator dla Eiffel na platformę UNIX.
W 1989 specyfikacja języka stała się publicznie dostępna. Powstała wówczas organizacja Nonprofit International Consortium for Eiffel (NICE). Zajmująca się popularyzacją języka, a także jego standaryzacją. W 1992 NICE przyjęła drugie wydanie książki Eiffel The Language Bertranda Meyera jako pierwszy standard. Następnie publikowała uaktualnienia w roku 1996, 2000, 2001, 2002.
Od 1999 roku ISA współpracowała z Microsoft, co zaowocowało w 2001 roku utworzeniem środowiska na platformę .NET.
W 2002 roku ECMA utworzyła grupę zajmującą się opracowaniem standardu języka Eiffel. Pierwsza wersja została opublikowana w 2005. W kolejnym – wyszło uaktualnienie standardu. W tym samym roku został opublikowany standard ISO (ISO/IEC 25436:2006).
W 2007 roku Association for Computing Machinery przyznało Bertrandowi Meyerowi ACM Software System Award za zaprojektowanie i implementację języka Eiffel, programowanie kontraktowe i działalność która przyczyniła się do tworzenia godnego zaufania, re-używalnego, efektywnego oprogramowania.

## Środowiska programistyczne
Przedsiębiorstwo Eiffel Software oferuje IDE Eiffel Studio na licencji komercyjnej albo GPL. Środowisko jest dostępne dla różnych systemów operacyjnych: MS Windows, Linux, FreeBSD, OpenBSD, Solaris.
SmartEiffel (poprzednio SmallEiffel) to IDE tworzone przez zespół prof. Dominique Colnet w centrum naukowym LORIA we Francji. Środowisko oprócz klasycznej kompilacji, oferuje możliwość wygenerowania kodu wykonywalnego dla maszyny wirtualnej Java. Nie jest zgodne ze standardem ISO/ECMA.
Visual Eiffel jest środowiskiem udostępnianym na licencji GPL na platformy Windows i Linux.